# Matrimonio con vizietto (Il vizietto III)
Matrimonio con vizietto (Il vizietto III) (La cage aux folles III (Elles se marient)) è un film del 1985 diretto da Georges Lautner.
Questa pellicola conclude la serie dei tre film con protagonisti Renato e Albin, dopo Il vizietto (1978) e Il vizietto II (1980), entrambi diretti da Édouard Molinaro.

## Trama

Tognazzi e Serrault in una scena

Albin, compagno di vita di Renato, scopre di essere erede di una ricca duchessa scozzese, nel cui testamento è scritto chiaramente che se Albin non si sposerà e non avrà figli, tutta la sua eredità passerà al cugino di Albin. Dopo un primo momento di scoraggiamento, in cui Albin e Renato si danno per vinti, i due convincono una giovane ragazza madre di nome Cindy a sposare Albin, assicurandole un ricco avvenire nonché il titolo di duchessa che le spetterà di diritto. Prima però che il matrimonio possa aver luogo Cindy si innamora proprio del cugino di Albin. Con buona pace di tutti Cindy sposerà il cugino di Albin e l'eredità verrà divisa tra le due coppie. Il matrimonio di Cindy sarà l'occasione per Renato e Albin di improvvisare un finto matrimonio e di partire, finalmente, in viaggio di nozze.

## Produzione
In questo film il personaggio di Laurent Baldi (il figlio di Renato), che appare raramente, non è interpretato dall'attore Rémi Laurent, che invece interpretò il personaggio nel Vizietto a causa delle condizioni di salute dell'attore che nel giro di qualche anno morirà di AIDS. Laurent Baldi è qui curiosamente descritto come assistente del suocero Charrier (Michel Galabru), deputato del "Partito per l'ordine morale".
Gli interni del film furono girati negli stabilimenti di Cinecittà a Roma. Alcune riprese esterne furono realizzate nei pressi di Roma: la scena dove Renato (Tognazzi) e Albin (Serrault) si sdraiano sui binari con l'intenzione di suicidarsi è la ferrovia Civitavecchia-Orte, nel tratto della Capranica-Sutri-Orte, vicino Capranica. Altre riprese furono effettuate in Scozia presso il castello Brodie e il castello di Cawdor.

## Accoglienza

### Critica
sfilza di costumi stravaganti e una coroncina di battute misogino-checchesche. Insomma, ciascuno — a partire dal regista Georges Lautner, che ha sostituito il più malizioso Edouard Molinaro — sembra aver fretta di tirarsi fuori dall'ingombrante situazione. [...] Non più oliato dalle battute fulminanti della coppia Poiret-Veber (la sceneggiatura è di Michel Audiard), ma sempre garbato nel proporre i tic e le rivalità di quella «strana coppia», Matrimonio con vizietto è una commediola permissiva
dalla comicità intermittente. Si vede, insomma, che i due mattatori non si divertono più nei panni dei rispettivi personaggi, anche se Serrault (doppiato egregiamente da Oreste Lionello) ce la mette tutta, in un crescendo isterico di risatine e travestimenti, per rubare la battuta ad uno spento Tognazzi. [...]»
(Michele Anselmi, l'Unità, 23 marzo 1986)
(R.S., La Stampa, 28 marzo 1986)
(Piero Perona, Stampa Sera, 28 marzo 1986)